# Moto de neu

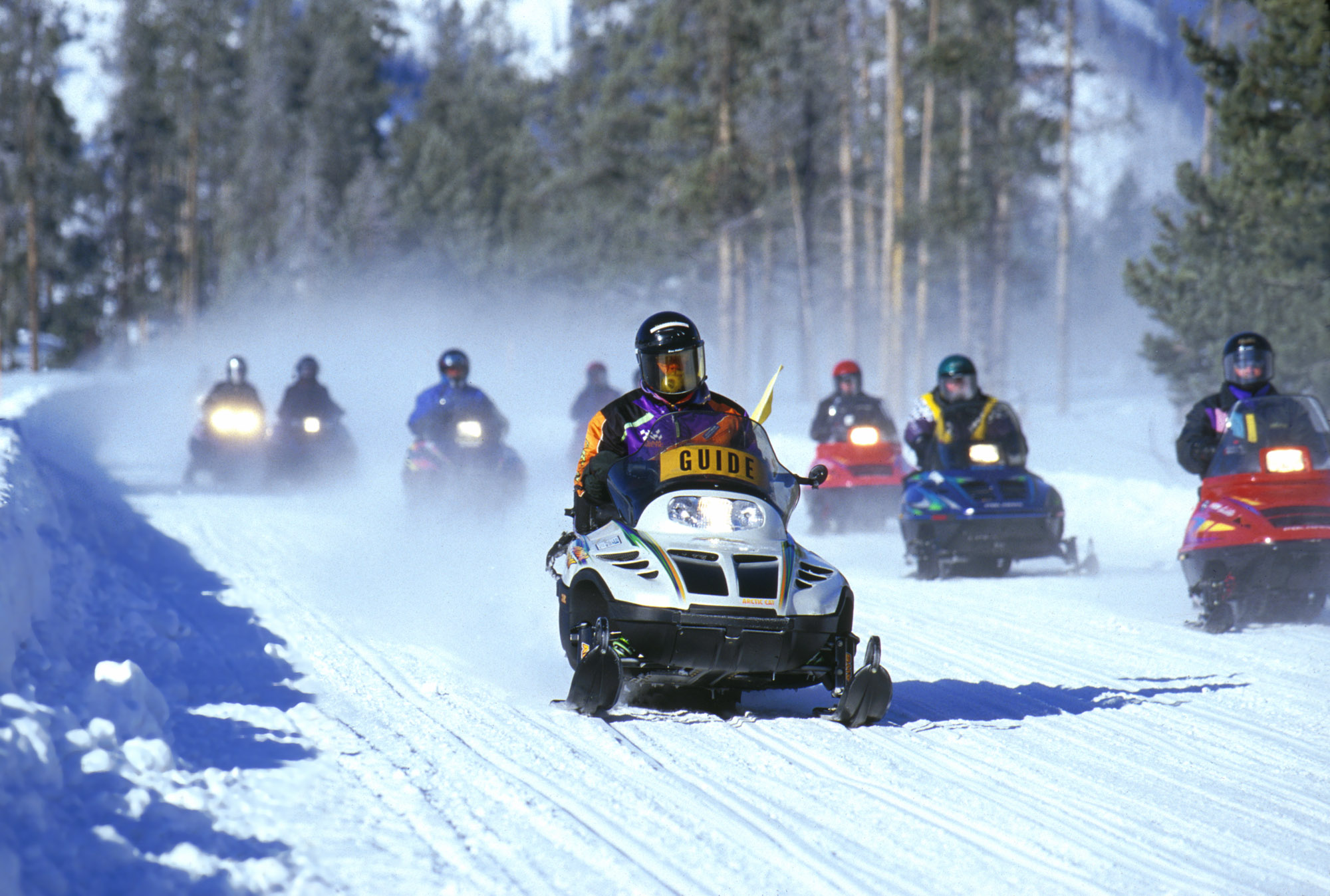
Viatgers en motos de neu al Parc Nacional de Yellowstone, Estats Units.

Una moto de neu és un vehicle terrestre impulsat per una única roda de tracció per eruga amb esquís als costats per al seu maneig. Estan dissenyades per a operar en neu o gel, sense requerir cap mena de carretera. La majoria de les motos de neu són impulsades per un motor de dos temps, encara que els motors de cicle de quatre temps esdevenen cada vegada més populars. Encara que no estan dissenyades per a això, les motos de neu poden fins i tot ser conduïdes per la capa superior de l'aigua si la velocitat és prou alta, com es demostra en la competència anual d'hidroplanatge en riu que té lloc a Kautokeino, Noruega.

## Història

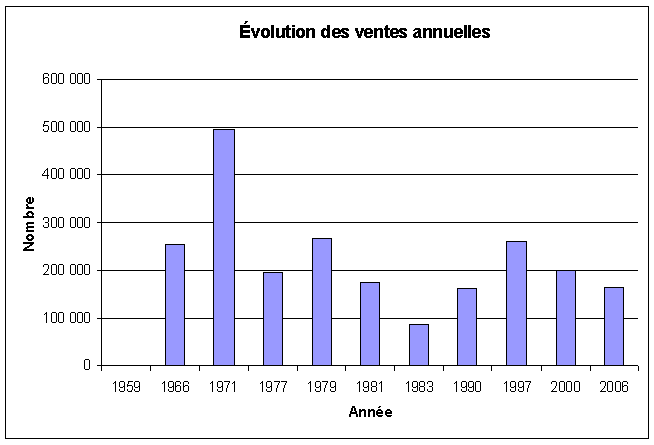
Evolució de les vendes anuals de motos de neu.

Les primeres motos de neu eren models Ford T modificats als quals se'ls reemplaçava el xassís per esquís. Van ser populars durant un temps per al servei de correus rural. Els seus començaments apunten cap a Carl Eliason a Sayner, a l'estat de Wisconsin, i el seu primer model construït a mà completat el 1923. Se li va concedir la patent als Estats Units el 1927. La companyia Polaris Industries, a Roseau, a l'estat de Minnesota, Estats Units, va ser la pionera a establir una cadena de producció comercial de motos de neu.
Anaven bé en les condicions meteorològiques de l'oest dels Estats Units, on la neu és seca. En àrees on la neu era més humida com al Quebec, al Canadà, aquests primers models no funcionaven. Això va dur Joseph-Armand Bombardier, de la petita ciutat de Valcourt, al Quebec, a inventar un sistema de tracció d'eruga adaptada a qualsevol tipus de neu. Bombardier ja havia construït alguns sistemes de tracció en metall des de 1928, però el seu nou i revolucionari sistema de tracció (una roda dentada coberta de cautxú, i una corretja de cautxú i de cotó que s'embolica al voltant de les rodes del darrere) va ser el seu primer gran invent i el començament de la seva activitat industrial. Va començar la producció de la B-7 el 1937, una versió tancada de motos de neu capaç de dur fins a set passatgers, i posteriorment una altra versió similar amb capacitat de fins a dotze passatgers, amb el nom B-12. La B-7 tenia un motor V8 de cap pla de la Ford Motor Company. La B-12 tenia un motor de sis cilindres en línia de la Chrysler. En va produir 2.817 unitats fins a l'any 1951. Es feien servir com a ambulàncies, vehicles del servei postal, «autobusos escolars» i fins i tot com a vehicles militars durant la Segona Guerra Mundial. Encara que Bombardier sempre va pensar en una versió més petita i lleugera, no la va realitzar en un començament a causa de limitacions mecàniques.

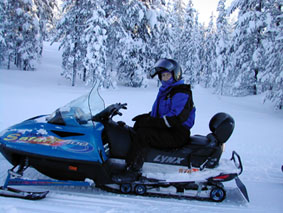
moto de neu amb un sol conductor.

El 1959, quan els motors es van fer prou petits i lleugers, Bombardier va inventar el que és la moto de neu moderna amb cabina oberta amb capacitat per a una o dues persones, la qual va començar a vendre amb el nom de Ski-doo. Bombardier era el líder de la indústria cap a l'any 1954, amb els germans Edgar i Allen Heteen i un amic, David Johnson de Roseau, a Minnesota. La companyia, coneguda llavors com a Hetteen Hoist & Derrick Co., va passar a ser Polaris Industries. Posteriorment va arribar la competència, que va copiar i millorar el seu disseny. Els anys 1970 ja hi havia centenars de productors de motos de neu. De 1970 a 1973 se'n van vendre prop de dos milions. Moltes de les companyies de motos de neu eren petites, i les més grans eren comunament fabricants de motocicletes que intentaven obrir un nou mercat. Moltes d'aquestes companyies van fer fallida durant la crisi del petroli del 1973 i la posterior recessió, o van ser comprades per competidors. Les vendes van arribar al seu cim de 260.000 el 1997 i van decréixer gradualment, influïdes pel canvi climàtic amb hiverns més suaus i per l'arribada de vehicles tot terreny «quatre estacions» d'una o dues places. Bombardier Recreational Products, una subdivisió de la primera companyia de Bombardier, contínua fabricant motos de neu, motors per a bots i quadricicles. Quatre grans fabricants (Ski Doo, Arctic Cat, Yamaha, i Polaris Industries) es reparteixen el mercat. Les motos de neu modernes poden aconseguir velocitats de 190 km/h o fins i tot 240 km/h.
Les motos de neu són populars a territoris àrtics com a vehicles de viatge. No obstant això, l'escassa població de les zones àrtiques en fa un mercat petit. La major part de la producció anual es ven a l'Amèrica del Nord en llocs on la neu roman estable durant els mesos d'hivern. El nombre de motos de neu a Europa i altres parts del món és relativament baix.

### Impacte ambiental[Cal actualitzar]
L'impacte ambiental de les motos de neu ha estat un tema de continu debat. La majoria de les motos de neu estan impulsades per motors de dos temps. Yamaha fa servir motors de quatre temps des del 2003. En l'última dècada molts fabricants han experimentat amb motors menys contaminants. Yamaha i Arctic-Cat van ser els primers a produir a escala industrials models amb motors de quatre temps, que són una mica més nets en comparació amb els motors antics. Els motors SDI de dos temps de la companyia Bombardier emeten 60% menys contaminants que l'antiga versió amb carburador de dos temps. Polaris fa servir la tecnologia d'injecció de combustible anomenada Cleanfire Injection en la seva versió de dos temps. La indústria està també treballant en una versió d'injecció directa que actualment és una millora a la versió amb carburador del motor de quatre temps en termes d'emissions de NOx. El model Ski-Doo és l'única moto de neu de dos temps permesa al Parc Nacional de Yellowstone dels Estats Units.

## Economia
Al Canadà i els Estats Units es gasten prop de 28 mil milions de dòlars en motos de neu i equip relacionat cada any. Això inclou despeses d'equip, vestimenta, accessoris, vacances orientades a excursions en motoneu, etc.

## Accidents

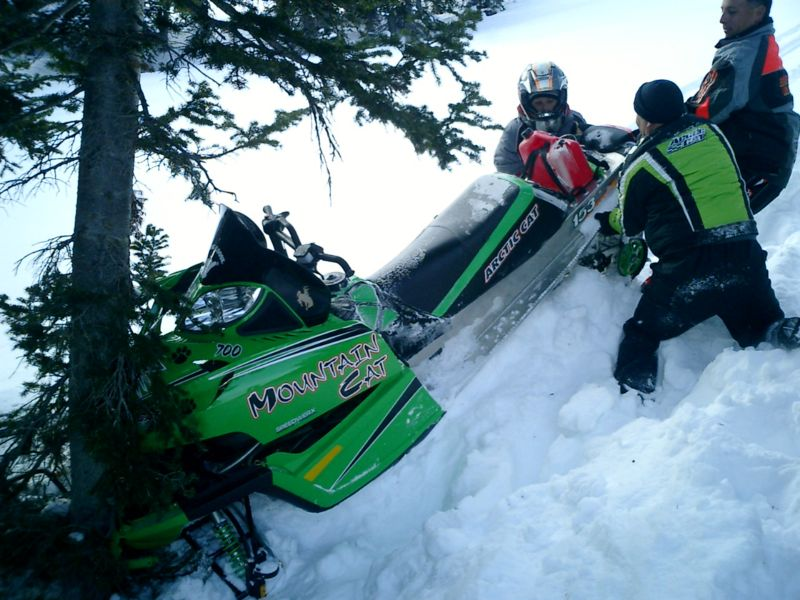
Un model M7 estavellat contra un arbre després que el seu conductor perdés el control

La pèrdua de control en una moto de neu pot causar un dany significatiu. Cada any mor gent en estavellar-se amb una moto de neu o en caigudes a través del gel. Prop de deu persones moren a l'any en aquesta mena d'accidents a l'estat de Minnesota, sumats a factors com el consum d'alcohol. A Saskatchewan, Canadà, 16 de 21 accidents en motoneus que van produir morts, entre el 1996 i el 2000, tenien l'alcohol com un factor relacionat.

## Altres classes
Hi ha una variant de les motos de neu, la classe industrial, dissenyada per a mantenir les carreteres. Són en general vehicles tancats que poden dur passatgers o càrrega. A diferència de la moto de neu recreativa, aquesta no té esquís al davant i a més és impulsada per dos poderosos motors dièsel o gasolina de 4, 6 o 8 cilindres.

## Esdeveniments
Les curses sobre herba se celebren cada any de l'estiu a la tardor, amb els Hay Days de Lli Lakes, Minnesota, com a esdeveniment més important. Els Hay Days es fan el primer cap de setmana posterior al Dia del treball. El Campionat Mundial de travessia d'aigua en moto de neu té lloc a Grantsburg, Wisconsin, durant el mes de juliol, en una cursa amb motoneu sobre la superfície de l'aigua. També es disputa una cursa coneguda com a snocross, en llocs on normalment es corre motocross. Aquests esdeveniments es practiquen als Estats Units i el Canadà. Addicionalment, hi ha esdeveniments on es competeix en circuits ovals, el més conegut dels quals és l'Eagle River World Championship Derby, dut a terme a Eagle River, Wisconsin.